# Stepan Demirtchian
Stepan Demirtchian (en arménien Ստեփան Դեմիրճյան), né le 7 juin 1959 à Erevan, est un homme politique arménien, fils de Karen Demirtchian.
À la mort de son père, il lui succède à la tête du Parti du peuple et, à ce titre, a affronté le président sortant Robert Kotcharian, lors de l'élection présidentielle des 19 février et 3 mars 2003, au cours de laquelle il ne parvient pas à égaler les scores de son père en 1998, ne réunissant que 27,4 % des voix au premier tour et 32,5 % au second tour.

## Source
- (en + hy + ru) CV sur le site de l'Assemblée nationale arménienne